# Chinchenia
Chinchenia is een geslacht van uitgestorven basale pistosauride reptielen, bekend uit het Midden-Trias (mogelijk Ladinien) van de provincie Guizhou, in het zuidwesten van China. Het bevat als enige soort Chinchenia sungi.

## Ontdekking
Chinchenia is bekend van wellicht vier uiterst fragmentarische individuen die samen bewaard en verzameld zijn. Als lectotype van Chinchenia werd IVPP V3227 gekozen, de voorkant van de linkeronderkaak, omdat ten tijde van de oorspronkelijke beschrijving geen holotype was aangewezen. Andere elementen uit de oorspronkelijke beschrijving worden beschouwd als paratypen en omvatten het voorste deel van een linkeronderkaak met vijf gebroken tanden, elf halswervels, zes ruggenwervels en één sacrale wervel in verschillende mate van volledigheid, acht niet-geïdentificeerde wervelboogfragmenten, veel fragmenten van dorsale en sacrale ribben waaronder één proximaal deel van een linkse dorsale rib, twee rechterschouderbladen waarvan één zeer onvolledig, twee volledige opperarmbeenderen, vijf onvolledige opperarmbeenderen waarvan vier distale uiteinden en één proximaal, twee volledige dijbeenderen, een proximale en een distaal scheenbeen en een kuitbeenfragment. Andere fragmenten van potentieel coracoïden, darmbeen, zitbeen, enzovoorts, werden oorspronkelijk gemeld. Een ander fragmentarisch skelet, IVPP V 4004, werd gemeld door Young & Dong (1972). Alle exemplaren zijn ondergebracht bij het Institute of Vertebrate Paleontology and Paleoanthropology. Het materiaal werd verzameld in de buurt van de Cangxi-brug in Shangpu, Tsanchichiao, zeven kilometer ten westen van Qingzhen in de provincie Guizhou. Hoewel oorspronkelijk werd gezegd dat het afkomstig was van de onderste afzetting van de Guangling-formatie uit het Anisien, werd het Ladinien door latere auteurs als waarschijnlijker beschouwd voor het materiaal.

## Etymologie
Chinchenia werd voor het eerst beschreven en benoemd in 1965 door Yang Zhongjian, ook bekend als Chung-Chien Young en de typesoort is Chinchenia sungi. De geslachtsnaam is afgeleid van Chinchen, een alternatieve spelling van de stad Qingzhen waar het holotype werd gevonden.

## Beschrijving
Chinchenia moet een vrij klein dier zijn geweest, korter dan verwanten.
Een uniek kenmerk is dat de binnenzijde van het schouderblad dat langs de achterrand een tredevormige verlaging toont.

## Fylogenie
Een analyse van Oliver Rieppel uit 1998 vond Chinchenia in een polytomie met Corosaurus en Kwangsisaurus.